# شمال بشمال كوهوغ
«شمال بشمال كوهوغ» هي الحلقة الأولى في الموسم الرابع من مسلسل فاميلي غاي، وتُعد أول حلقة تُعرض بعد مرور ثلاث سنوات على إلغاء المسلسل عام 2002م.

## وصلات خارجية
- شمال بشمال كوهوغ على موقع IMDb (الإنجليزية)
- شمال بشمال كوهوغ على موقع ميتاكريتيك (الإنجليزية)
- شمال بشمال كوهوغ على موقع روتن توميتوز (الإنجليزية)
- شمال بشمال كوهوغ على موقع أول موفي (الإنجليزية)